# 母体死亡
母体死亡（ぼたいしぼう）、または、妊産婦死亡は、妊娠中または出産後6週間以内に生じる女性の死亡であると世界保健機関（WHO）により定義されており、妊娠の合併症や妊娠による基礎疾患の悪化、これらの状態の管理により生じる。アメリカ疾病予防管理センター（CDC）は出産後1年以内、WHOは出産後42日より後の死亡を「後期母体死亡」と定義している。
一般的な原因には、分娩後出血を含む産科出血、妊娠中の高血圧、分娩後感染症を含む感染症、出産の合併症、安全でない中絶、などがあげられる。その他の原因には、血栓、用水塞栓症、周産期心筋症、などがあげられる。母体死亡は妊娠合併症などによる直接的な死亡と基礎疾患の悪化などによる間接的な死亡に分けられる。母体死亡には主に２つの尺度がありそれらは、妊産婦死亡比率（出生10万人あたりの母体死亡数）と妊産婦死亡率（生殖年齢の女性10万人あたりの死亡数）であり、どちらもMMRと略される。
予防には、避妊、安全な中絶、緊急産科ケアを備えた技術の高い助産師の援助を受けること、などがあげられる。危険因子には、貧困、民族性、都市的地域での屋外生活、女性の権利の少なさ、医療提供者の不足、などの不十分な保護である。持続可能な開発目標（SDG）には2030年までに母体死亡を減らすことが含まれており、世界保健機関の重要な優先事項の1つである。
2020年には、約287,000人の女性が妊娠と出産によって死亡した。95%近くの母体死亡は低所得から中所得の国々であり、特にサブサハラアフリカにみられ、サブサハラアフリカ程ではないが南アジアにもみられる。低所得の国々では、15歳に達する女性の死亡の2％に相当する。母体死亡率は2000年から2020年の間に34%減少し、多くの国々で半減した。母体死亡者1人につき、約25人の女性が負傷、感染、障害を負っている。